# Santibáñez de Esgueva
Santibáñez de Esgueva är en kommun i Spanien.   Den ligger i provinsen Provincia de Burgos och regionen Kastilien och Leon, i den centrala delen av landet, 160 km norr om huvudstaden Madrid. Antalet invånare är 118. Arean är 22,0 kvadratkilometer.
Terrängen i Santibáñez de Esgueva är huvudsakligen platt.